# أليكس كيوميا
أندرو ألكسندر كيوميا (من مواليد 20 مايو 1996) هو لاعب كرة قدم إنجليزي محترف يلعب كجناح ومهاجم لصالح نادي وارينغتون رايلاندز في الدوري الشمالي الممتاز.

## الحياة المبكرة والشخصية
وُلِد كيوميا في 20 مايو 1996 في شيفيلد. التحق بمدرسة نوتردام الثانوية في شيفيلد قبل انضمامه إلى أكاديمية تشيلسي للشباب. وهو ابن لاعب كرة القدم المحترف السابق آندي كيوميا وابن أخ كريس كيوميا. كان بطل ألعاب القوى للناشئين في سباق 100 متر؛ وفي سن الرابعة عشرة، ركض السباق في 10.98 ثانية.
كيوميا من أصول إنجليزية وجامايكية وأوغندية واسكتلندية.
شخص إصابة كيوميا متلازمة غيلان باريه في عام 2017.
كيوميا وصديقته، تاليثا مينيس من فرقة إكس على الشاطئ، لديهما ابن ولد في يناير 2016.

## المسيرة الكروية
انتقل كيوميا من روثرهام يونايتد إلى تشيلسي في عام 2010. بعد انتقاله إلى تشيلسي، ظهر كيوميا في فرق تحت 18 عامًا وتحت 19 عامًا وتحت 21 عامًا.
على الرغم من أن كيوميا لم يشارك في نهائي دوري الشباب الأوروبي، إلا أنه حصل على ميدالية الفوز واحتفل مع زملائه في الفريق بمساهماته خلال مرحلة المجموعات.
في يوليو 2016، وقع كيوميا على تمديد لمدة عام واحد، ليبقى مع الفريق اللندني حتى يونيو 2017.

### تعاويذ القروض
وقع عقد إعارة لمدة شهر واحد مع بارنسلي في يناير 2015. كان يُنظر إليه على أنه بديل لديفانتي كول، الذي عاد إلى ناديه الأم مانشستر سيتي بعد انتهاء فترة إعارته. ظهر كيوميا لأول مرة كلاعب محترف مع بارنسلي، حيث لعب 77 دقيقة في فوز 2-0 على يوفيل تاون. بدأ والد كيوميا، آندي، مسيرته المهنية أيضًا مع بارنسلي. في 3 فبراير 2015، مدد بارنسلي عقد إعارة كيوميا لمدة شهر آخر، حتى 3 مارس 2015. عاد إلى تشيلسي بعد فشله في إثارة الإعجاب مع بارنسلي.

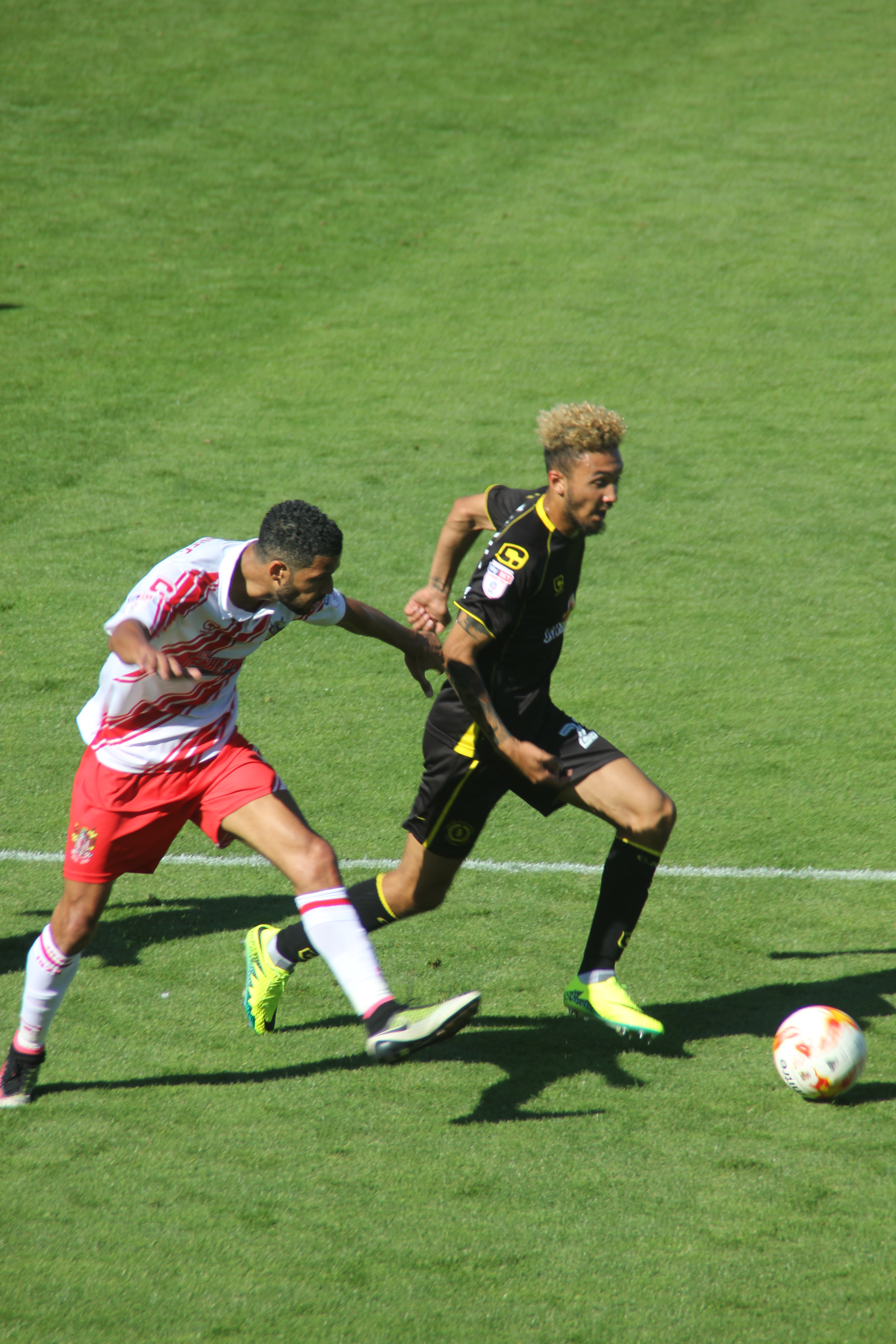
أليكس كيوميا يتغلب على جوبي ماكانوف لاعب ستيفنيج قبل تسجيل هدفه الاحترافي الأول في فوز كرو ألكساندرا 2-1 على ستيفنيج.

في 21 يناير 2016، انضم كيوميا إلى نادي فليتوود تاون من دوري الدرجة الأولى على سبيل الإعارة لمدة شهر واحد حتى 20 فبراير 2016. في 23 يناير 2016، ظهر كيوميا لأول مرة كبديل، ليحل محل ديفيد هينن ضد دونكاستر روفرز. في 23 فبراير 2016، قرر فليتوود عدم تمديد إعارته وأعاده إلى فريقه الأصلي، تشيلسي، بعد أن شارك في أربع مباريات فقط.
في 20 يوليو 2016، انضم كيوميا إلى نادي كرو ألكساندرا في دوري الدرجة الثانية على سبيل الإعارة حتى 9 يناير 2017. في 6 أغسطس 2016، ظهر كيوميا لأول مرة مع كرو، حيث حل محل جورج كوبر في الدقيقة 62 وسجل الهدف الثاني في فوز 2-1 على ستيفيناج. في 16 أغسطس، بدأ كيوميا مباراته الأولى ضد هارتلبول يونايتد، حيث صنع الهدف الأول وسجل الثاني في مباراة التعادل 3-3. في سبتمبر 2016، رشح كيوميا لجائزة لاعب الشهر في دوري الدرجة الثانية من سكاي بيت. عانى كيوميا من خلع في الكتف في مباراة ضد غريمسبي تاون في 17 سبتمبر؛ لم تتطلب الإصابة إجراء عملية جراحية، ومن المقرر أن يعود كيوميا إلى التدريب المنتظم في أكتوبر. بعد عودته من الإصابة، قال ستيف ديفيس، مدير كرو، إنه تواصل مع تشيلسي بشأن تمديد فترة إعارة كيوميا إلى ما بعد يناير 2017، وتم تمديد الإعارة حتى نهاية الموسم في 9 يناير 2017. في 9 مايو 2017، أعلن كرو أن كيوميا سيعود إلى ناديه الأصلي.

### دونكاستر روفرز
بعد محاولة التوقيع معه خلال الموسم السابق، في 16 يونيو 2017، أُعلن أن كيوميا قد انضم إلى دونكاستر روفرز في صفقة مدتها ثلاث سنوات. شخص كيوميا متلازمة غيلان باريه في عام 2017.
في أكتوبر 2018، انضم إلى تشيسترفيلد على سبيل الإعارة.
وإدرج في قائمة الانتقالات الخاصة بنادي دونكاستر في نهاية موسم 2018-19. انتقل على سبيل الإعارة إلى نادي تشورلي في فبراير 2020 لمدة شهر.
تم بيعه من قبل دونكاستر في نهاية موسم 2019-20.

### خارج الدوري
بعد فترة تجربة مع نادي فاتح كاراجومروك التركي، أعاد كيوميا التوقيع مع تشيسترفيلد، بشكل دائم في أكتوبر 2020. في 12 ديسمبر 2020، أُعلن أن تشيسترفيلد قد أطلق سراح كيوميا.
في 5 يناير 2021 وقع مع نادي كينجز لين تاون. في 4 يونيو 2021، أُعلن أنه سيتم إطلاق سراحه من النادي في نهاية الموسم.
جبل طارق
في نوفمبر 2021، انتقل كيوميا إلى الخارج لأول مرة، حيث انضم إلى نادي برونو ماجبايز، المنتمي للدوري الوطني لجبل طارق. شارك لأول مرة في 20 نوفمبر، حيث دخل بديلاً في مباراة الفوز 3-2 على ليونز جبل طارق.

### العودة إلى الدوري غير الرسمي
في 4 مارس 2022، وقع كيوميا مع ماكليسفيلد. ثم وقع مع ستافورد رينجرز، ولعب 34 مباراة في الدوري الوطني الممتاز قبل انتقاله في يوليو 2023 إلى ستاليبريدج سلتيك.
في يونيو 2024، انضم كيوميا إلى نادي فارسلي سيلتيك في الدوري الوطني الشمالي. غادر النادي في أكتوبر 2024. وقع مع نادي وارينغتون رايلاندز، وفي وقت لاحق من ذلك الشهر سجل 5 أهداف في مباراة كأس ليفربول للكبار.

## المسيرة الدولية
مثل كيوميا إنجلترا في فئات تحت 16 عامًا، وتحت 17 عامًا، وتحت 18 عامًا، وتحت 19 عامًا.

## أسلوب اللعب
وُصف كيوميا من قبل تشيلسي بأنه "لاعب سريع يلعب في الغالب كجناح ولكنه يستطيع اللعب كمهاجم مركزي "، و"مهاجم مثير يتمتع بسرعة كهربائية".

## إحصائيات المهنة
آخر تحديث match played 29 October 2019..
| أندية               | موسم         | قسم              | الدوري | الدوري  | كأس الاتحاد الإنجليزي | كأس الاتحاد الإنجليزي | كأس الدوري | كأس الدوري | اخر   | اخر     | أجمالي | أجمالي  |
| أندية               | موسم         | قسم              | اللعب  | الأهداف | اللعب                 | الأهداف               | اللعب      | الأهداف    | اللعب | الأهداف | اللعب  | الأهداف |
| ------------------- | ------------ | ---------------- | ------ | ------- | --------------------- | --------------------- | ---------- | ---------- | ----- | ------- | ------ | ------- |
| تشيلسي              | 2014–15      | الدوري الأنجليزي | 0      | 0       | 0                     | 0                     | 0          | 0          | —     | —       | 0      | 0       |
| تشيلسي              | 2015–16      | الدوري الأنجليزي | 0      | 0       | 0                     | 0                     | 0          | 0          | —     | —       | 0      | 0       |
| تشيلسي              | 2016–17      | الدوري الأنجليزي | 0      | 0       | 0                     | 0                     | 0          | 0          | —     | —       | 0      | 0       |
| تشيلسي              | أجمالي       | أجمالي           | 0      | 0       | 0                     | 0                     | 0          | 0          | 0     | 0       | 0      | 0       |
| بارنسلي             | 2014–15      | الدوري الأول     | 5      | 0       | 0                     | 0                     | 0          | 0          | 0     | 0       | 5      | 0       |
| فليتوود تاون        | 2015–16      | الدوري الأول     | 4      | 0       | 0                     | 0                     | 0          | 0          | 0     | 0       | 4      | 0       |
| كرو الكسندرا        | 2016–17      | الدوري الثاني    | 34     | 7       | 2                     | 0                     | 2          | 0          | 1     | 0       | 39     | 7       |
| دونكاستر روفرز      | 2017–18      | الدوري الأول     | 12     | 1       | 0                     | 0                     | 0          | 0          | 0     | 0       | 12     | 1       |
| دونكاستر روفرز      | 2018–19      | الدوري الأول     | 3      | 0       | 0                     | 0                     | 1          | 0          | 0     | 0       | 4      | 0       |
| دونكاستر روفرز      | 2019–20      | الدوري الأول     | 1      | 0       | 0                     | 0                     | 1          | 0          | 2     | 0       | 4      | 0       |
| دونكاستر روفرز      | أجمالي       | أجمالي           | 16     | 1       | 0                     | 0                     | 2          | 0          | 2     | 0       | 20     | 1       |
| Chesterfield (loan) | 2018–19      | الدوري الوطني    | 14     | 4       | 3                     | 0                     | 0          | 0          | 2     | 1       | 19     | 5       |
| مسيرة أجمالي        | مسيرة أجمالي | مسيرة أجمالي     | 73     | 12      | 5                     | 0                     | 4          | 0          | 4     | 1       | 86     | 13      |

## الألقاب

### احتياطي تشيلسي
- كأس الاتحاد الإنجليزي للشباب: 2011–12، 2013–14
- رابطة التطوير المهني: 2013–14
- دوري الشباب الأوروبي: 2014–15

### دولي
إنجلترا تحت 16 سنة
- درع النصر:2012